# Formule de Riemann-von Mangoldt
En mathématiques, la formule de Riemann-von Mangoldt, du nom de Bernhard Riemann et Hans Carl Friedrich von Mangoldt, décrit la distribution des zéros de la fonction zêta de Riemann. 
La formule indique que le nombre {\textstyle N(T)} de zéros de la fonction zêta avec une partie imaginaire supérieure à {\textstyle 0} et inférieure ou égale à {\displaystyle T} satisfait 
{\displaystyle N(T)={\frac {T}{2\pi }}\ln {\frac {T}{2\pi }}-{\frac {T}{2\pi }}+O(\ln {T}).}
Cette formule a été conjecturée par Riemann dans son mémoire Sur le nombre d'amorces inférieures à une ampleur donnée (1859) et a finalement été prouvée par von Mangoldt en 1895. 
Backlund donne une forme explicite de l'erreur pour tout {\displaystyle T} supérieur à {\textstyle 2} : 
{\displaystyle \left\vert {N(T)-\left({{\frac {T}{2\pi }}\ln {\frac {T}{2\pi }}-{\frac {T}{2\pi }}}-{\frac {7}{8}}\right)}\right\vert <0.137\,\ln T+0.443\,\ln(\ln \,T)+4.350.}

## Conséquences de la formule
- La fonction zêta de Riemann possède une infinité de zéros non triviaux.
- Si {\displaystyle (\gamma _{n})_{n\geqslant 1}} désigne la suite croissante des parties imaginaires des zéros de la fonction {\displaystyle \xi } de Riemann dans le demi-plan supérieur, alors {\textstyle \gamma _{n}\sim 2\pi \,n/\ln \,n} pour {\displaystyle n\rightarrow \infty }[2]. Littlewood[3] (1924) a montré que {\displaystyle \gamma _{n+1}-\gamma _{n}\rightarrow 0.}